# Higman-Sims-Gruppe
In der Gruppentheorie, einem Teilgebiet der Mathematik, ist die Higman-Sims-Gruppe eine einfache Gruppe mit 44352000 Elementen.

## Konstruktion
Der Blockplan {\displaystyle S(22,6,3)} besteht aus 22 Punkten und 77 Blöcken. Sei {\displaystyle M^{0}} die Menge der Punkte und {\displaystyle M^{1}} die Menge der Blöcke. 
Der Higman-Sims-Graph ist der Graph {\displaystyle \Gamma } mit Knoten {\displaystyle \left\{*\right\}\cup M^{0}\cup M^{1}}, wobei 
- {\displaystyle *} mit jedem Element aus {\displaystyle M^{0}} durch eine Kante verbunden ist,
- {\displaystyle m\in M^{0}} mit {\displaystyle b\in M^{1}} genau dann durch eine Kante verbunden ist, wenn {\displaystyle m\in b},
- {\displaystyle b_{1},b_{2}\in M^{1}} genau dann durch eine Kante verbunden sind, wenn {\displaystyle b_{1}\cap b_{2}=\emptyset },

und es keine weiteren Kanten gibt. Der Higman-Sims-Graph hat also 100 Knoten und 1100 Kanten.
Die Higman-Sims-Gruppe {\displaystyle HS:=Aut^{+}(\Gamma )} ist definiert als Gruppe derjenigen Graphautomorphismen von {\displaystyle \Gamma }, die eine gerade Permutation der Knoten von {\displaystyle \Gamma } induzieren.
Der Stabilisator von {\displaystyle *} ist isomorph zur Mathieu-Gruppe {\displaystyle M_{22}}.